# جانواريو سيلفا
جانواريو سيلفا هو لاعب كرة قدم برتغالي في مركز الهجوم، ولد في 26 فبراير 1992 في كاشكايش في البرتغال. لعب مع تولسا روناكس.

## وصلات خارجية
- جانواريو سيلفا على موقع قاعدة بيانات كرة القدم.إي يو (الإنجليزية)
- جانواريو سيلفا على موقع Soccerway.com (الإنجليزية)